# Somlóvásárhely
Somlóvásárhely là một thị trấn thuộc hạt Veszprém, Hungary. Thị trấn này có diện tích 23,21 km², dân số năm 2010 là 1100 người, mật độ 47 người/km².